# Cheumatopsyche unicalcarata
Cheumatopsyche unicalcarata is een schietmot uit de familie van de Hydropsychidae. De soort komt voor in het Afrotropisch gebied.
De wetenschappelijke naam voor de soort werd voor het eerst geldig gepubliceerd in 1992 door Wolfram Mey.